# José Billón Esterlich
José Billón Esterlich va ser un militar espanyol que va participar en la guerra civil espanyola.

## Biografia
Militar de carrera, després de l'esclat de la Guerra civil es va mantenir fidel a la República.
Durant algun temps va exercir com a cap d'Estat Major de l'Exèrcit del Sud, amb el rang de coronel —en substitució de José Pérez Gazzolo, que tornaria a ocupar aquest càrrec. Al juny de 1937 va ser nomenat novament cap de l'Estat Major de l'Exèrcit del Sud. També va exercir el càrrec de cap Estat Major del IX Cos d'Exèrcit.
Posteriorment va ser destinat a Menorca, on serà el cap de l'Estat Major fins a agost de 1937 en què és substituït pel coronel Fernando Redondo Ituarte.
També va exercir com a cap d'Estat Major del VIII Cos d'Exèrcit, amb seu a Pozoblanco.